# 平民镇

平民镇，是中华人民共和国陕西省渭南市大荔县一个已撤销的乡级行政区。
2011年2月，平民乡撤乡建镇改为平民镇。
2015年，陕西省民政厅批复同意撤销平民镇，将其所辖行政区域划归赵渡镇。

## 行政区划
平民乡下辖以下行政区：
平民村、里仁村、仁兴村、严通村、三民村、鲁安村、鲁豫村、新鲁村、豫安村、新建村